# 桑吉巴爾淵海龍
桑吉巴爾淵海龍（学名：Bryx analicarensa），为輻鰭魚綱棘背魚目海龍魚科的其中一種，分布於西印度洋區，包括紅海、桑吉巴、塞席爾群島、阿曼灣、波斯灣及巴基斯坦等海域，體長可達12.5公分，棲息在潮間帶，卵胎生。